# State Line (Mississippi)
State Line è una città (town) degli Stati Uniti d'America, situata nella contee di Greene e di Wayne, nello Stato del Mississippi.